# Verkehrte Ordnung

Drei Sterne in verkehrter Ordnung

Als verkehrte Ordnung wird in der Heraldik die abweichende Stellung von drei gleichen Wappenbildern im Schild, die entgegen der üblichen Dreiecksform angeordnet wurden, bezeichnet.
Die Anordnung ist zum Beispiel: Eine Figur über zwei (1;2), also die größere Menge ist dem Schildfuß näher.
(Unausgesprochenerer) Standard ist in der Heraldik hingegen, dass zwei Figuren über einer Figur im Schild angeordnet sind, Das liegt daran, dass gegen den Schildfuß hin weniger Platz ist. Bei der verkehrten Ordnung wird von dieser Regel abgewichen. In der Wappenbeschreibung wird diese Stellung mit „in verkehrter Ordnung“ blasoniert.
Die ersten Wappen mit dieser Figurenstellung in der Heraldik gab es etwa im 15. Jahrhundert. Grund war die Ablösung des Dreieckschildes durch den breiteren halbrunden Schild, der mehr Fläche in Richtung Schildfuß für die Wappenfiguren bot.
Der Begriff ist selten, präziser wird die Lage und Anzahl pro Reihe mit Zahlen blasoniert, etwa „sechs Sterne (3;2;1)“ anstatt „sechs Sterne in verkehrter Ordnung“.